# LAUSBUB (バンド)
『LAUSBUB』（らうすばぶ）は、日本のニューウェイヴ/テクノポップ・バンド。2020年3月に北海道札幌市の同じ学校の軽音楽部に所属する2人の高校生によって結成された。バンド名はドイツ語でいたずらっ子（de:Lausbub）を意味する。

## メンバー
岩井 莉子（いわい りこ）
生年月日は2003年6月4日（21歳）。ギター、シンセサイザー、DJ、エレクトロニクス担当。北海道歌志内市出身。
楽曲のトラック制作を担当している。
棚橋弘至のファンであり、プロレスラーの登場曲をいつか制作したいと考えている。
髙橋 芽以（たかはし めい）
生年月日は2003年8月17日（21歳）。ボーカル、ベース担当。北海道札幌市出身。
好きな歌手は日本のロックバンド・ゆらゆら帝国の坂本慎太郎。

## 来歴

### 2020年
3月、札幌市内の同じ高校の軽音学部に所属していた二人で結成。LAUSBUBを結成する以前から軽音学部で活動は行っていたものの、新型コロナウイルス感染症の影響により学校で部活動が出来なくなった事を受け、自宅でも制作しやすく、かつ偶然二人が同時期にはまっていたテクノ音楽をメインとしたバンドとして新たに活動を始めることとなった。
4月30日、初のシングルとなる『Get Stir Crazy』をSoundCloudとEggs上で公開した。
7月10日、2枚目のシングル『The Catcher in the Die』をSoundCloudとEggs上で公開した。
10月に北海道高等学校軽音楽連盟が主催する全道高校軽音楽新人大会の石狩地区予選に新曲「Telefon」で出場。地区予選では優秀賞に選出された。
12月27日には全道高等学校軽音楽新人大会の本大会でオリジナル部門に出場。ベスト4に相当する奨励賞を受賞した。この大会がYouTube上にアップロードされた事に合わせ、3枚目のシングル『Telefon』をSoundCloudとEggs上で公開した。

### 2021年
2021年1月中旬、「Telefon」がSNS上で爆発的に拡散され、楽曲がアップロードされているSoundCloudで週間チャート1位となる。同時期、Eggsでも週間チャート1位となる。
2021年1月29日にはTOKYO FMのラジオ番組『SCHOOL OF LOCK!』内のコーナー「サカナLOCKS!」にリモートで出演。パーソナリティを務めるサカナクションの山口一郎氏にインタビューを受けた。
6月19日には「OTO TO TABI in GREEN」に出演。
12月11日に「SANRIO Virtual Fes」に出演。

### 2022年
3月12日にはKING MXHUのイベント「LOST∞WORLD MUSIC FESTIVAL」にてゲストで出演。
6月1日、4枚目のシングル『Solaris』をリリース。
6月5日、「第64回北大祭」の野外ライブ「SHAPELESS ROCK LIVES」に出演。
8月28日、Inter FM 897 にて放送される細野晴臣氏のラジオ番組『Daisy Holiday!』に出演。同年12月に2回目の出演も果たした。
10月5日、5枚目のシングル『Wind City』をリリース。
11月16日、初のフィジカル作品となる1st EP『M.I.D. The First Annual Report of LAUSBUB』をリリース。
1st EP発売を記念し、2022年11月から2023年1月にかけて、初となるライブツアー「LAUSBUB 1st EP Release Tour『M.I.D.』」を実施。大阪・北海道・東京の三都市にて公演を行った。

### 2023年
3月10日、札幌PARCO「2023 SPRING＆SUMMER NEW＆RENEWAL：No Border」メインビジュアルに起用される。
4月1日、「SYNCHRONICITY'23」に出演。
5月17日、6枚目のシングル『80+1 Hardy Ones』をリリース。
6月21日、7枚目のシングル『Michi-tono-Sogu』をリリース。前述の、札幌PARCO「2023 SPRING＆SUMMER NEW＆RENEWAL：No Border」のイメージソングとして書き下ろし。
7月4日、AIR-G’（FM北海道）にて初のレギュラーラジオ番組『Far East Disco』放送スタート。
7月15日、「GFB‘23(つくばロックフェス)」に出演。
8月12日、「RISING SUN ROCK FESTIVAL 2023 in EZO」に出演。
11月1日、8枚目のシングル『Dancer in the Snow』をリリース。札幌国際芸術祭 2024のテーマソングに起用される。
11月3日、2022年にリリースした1st EP「M.I.D. The First Annual Report of LAUSBUB」のアナログ盤をリリース。「レコードの日2023」のアイテムとして選出される。
12月26日から2024年1月20日にかけてツアー「LAUSBUB WINTER TOUR 23/24『“砕氷” -PSYHJO-』」を開催。豪華ゲストと共に東京・名古屋・大阪・北海道の四都市にて公演を行った。

### 2024年
3月9日、次世代のアーティストを紹介するNHK番組「ニュージェネ！」に出演。NHKホールにて、ブレイクのきっかけとなった『Telefon』のテレビ初パフォーマンスを行った。
7月18日、レギュラーラジオ番組『Far East Disco』初の生放送。
7月24日、1stアルバム『ROMP』をリリース。
同日、最新テクノロジー「4DNeRF」を活用した『I SYNC』のMVも公開された。
9月12日から9月20日にかけて1stアルバム『ROMP』のリリースを記念したツアー「LAUSBUB Tour 2024『ROMP』」を開催。東京・札幌公演ではアフターパーティも行い、好評を博した
9月26日、レギュラーラジオ番組『Far East Disco』2回目の生放送。

## 音楽性
YMOの動画をYouTubeで視聴したことをきっかけにテクノに興味を持ち、当初はドイツのノイエ・ドイチェ・ヴェレやダンスミュージック等から影響を受けた楽曲を制作していた。
1stアルバム『ROMP』以降はニューウェーブ色が若干後退し、エクスペリメンタルや現代の電子音楽等からの影響も感じられる音作りへと変化している。
音楽は岩井がiPadとGarageBandを使用して制作していたが、現在はコンピュータとしてMacBook Pro、DAWとしてAbleton Liveを使用し楽曲制作を行なっている。KORG MS-20 mini、KORG minilogue xd、BEHRINGER TD-3等のアナログシンセサイザーも愛用しており、ライブでも実際に使用することが多い。オーディオインターフェイスはSTEINBERG UR22Cを使用している。
トラック制作は主に岩井が担当しているが、髙橋と共同で行う場合もある。作詞とジャケットデザインは岩井と髙橋が共に行っている。

## ディスコグラフィ

### 自主制作シングル
|                                      | 配信日         | 作品名                 | 最高順位 | 出典       |
| SoundCloud Top 50 (All music genres) | 配信日         | 作品名                 |          | 出典       |
| ------------------------------------ | -------------- | ---------------------- | -------- | ---------- |
| 1st                                  | 2020年4月30日  | Get Stir Crazy         | Top50    | [ 広報 1 ] |
| 2nd                                  | 2020年7月10日  | The Catcher in the Die | Top50    | [ 広報 2 ] |
| 3rd                                  | 2020年12月27日 | Telefon                | 1        | [ 広報 3 ] |

### シングル
|                             | 配信日                      | 作品名                      | 収録アルバム・EP                          | 出典                        |
| 極東テクノ(Far East Techno) | 極東テクノ(Far East Techno) | 極東テクノ(Far East Techno) | 極東テクノ(Far East Techno)               | 極東テクノ(Far East Techno) |
| --------------------------- | --------------------------- | --------------------------- | ----------------------------------------- | --------------------------- |
| 4th                         | 2022年6月1日                | Solaris                     | -                                         | [ 26 ]                      |
| 5th                         | 2022年10月5日               | Wind City                   | M.I.D. The First Annual Report of LAUSBUB | [ 27 ] [ 28 ]               |
| 6th                         | 2023年5月17日               | 80+1 Hardy Ones             | -                                         | [ 29 ]                      |
| 7th                         | 2023年6月21日               | Michi-tono-Sogu             | -                                         | [ 30 ]                      |
| 8th                         | 2023年11月1日               | Dancer in the Snow          | -                                         | [ 31 ]                      |

### アルバム
|                             | 発売日                      | 作品名                      | 販売形態                    |
| 極東テクノ(Far East Techno) | 極東テクノ(Far East Techno) | 極東テクノ(Far East Techno) | 極東テクノ(Far East Techno) |
| --------------------------- | --------------------------- | --------------------------- | --------------------------- |
| 1st                         | 2024年7月24日               | ROMP                        | CD                          |
| 1st                         | 2024年7月24日               | ROMP                        | 配信                        |

### EP
|                             | 発売日                      | 作品名                                    | 販売形態                    | 販売形態                    | 出典                        |
| 規格                        | 発売日                      | 作品名                                    | 品番                        |                             | 出典                        |
| 極東テクノ(Far East Techno) | 極東テクノ(Far East Techno) | 極東テクノ(Far East Techno)               | 極東テクノ(Far East Techno) | 極東テクノ(Far East Techno) | 極東テクノ(Far East Techno) |
| --------------------------- | --------------------------- | ----------------------------------------- | --------------------------- | --------------------------- | --------------------------- |
| 1st                         | 2022年11月16日              | M.I.D. The First Annual Report of LAUSBUB | CD                          | FET-0001                    | [ 27 ] [ 28 ]               |
| 1st                         | 2022年11月16日              | M.I.D. The First Annual Report of LAUSBUB | 配信                        |                             | [ 27 ] [ 28 ]               |
| 1st                         | 2023年11月3日               | M.I.D. The First Annual Report of LAUSBUB | アナログレコード            | NJS-774                     | [ 32 ]                      |

## ミュージック・ビデオ
| 発表年 | 作品                                   | 監督                    | リンク | 出典   |
| ------ | -------------------------------------- | ----------------------- | ------ | ------ |
| 2022年 | Telefon                                | lilsom                  | ▶      | [ 33 ] |
| 2022年 | Solaris                                | lilsom                  | ▶      | [ 26 ] |
| 2022年 | Wind City                              | RIO NAKAMURA            | ▶      | [ 34 ] |
| 2023年 | The Catcher in the Dai -Radio Session- | Watakemi                | ▶      | [ 35 ] |
| 2023年 | Michi-tono-Sogu                        | Summer End Blue Rio     | ▶      | [ 36 ] |
| 2024年 | Dancer in the Snow                     | Watakemi (tsuchifumazu) | ▶      | [ 37 ] |
| 2024年 | I SYNC                                 | Takuto Okamoto          | ▶      | [ 38 ] |

## 参加作品
| 発売・公開日 | 発売・公開日 | 作品名                                            | アーティスト・企画     | 参加メンバー・役割 | 参加メンバー・役割 | おもな収録作品    | 出典          |
| 発売・公開日 | 発売・公開日 | 作品名                                            | アーティスト・企画     | 岩井莉子           | 髙橋芽以           | おもな収録作品    | 出典          |
| ------------ | ------------ | ------------------------------------------------- | ---------------------- | ------------------ | ------------------ | ----------------- | ------------- |
| 2021年       | 11月12日     | Proud (Official Music Video)                      | Qrion                  |                    | 出演               | -                 | [ 39 ]        |
| 2022年       | 1月1日       | 北海電気工事テレビCM「現場deテクノ」篇            | 北海電気工事           | 制作               | 制作               | -                 | [ 40 ] [ 41 ] |
| 2022年       | 7月13日      | iLL feat. 鎮座DOPENESS (LAUSBUB Remix)            | Seiho                  | リミックス         | リミックス         | CAMP (Remixes)    | [ 42 ]        |
| 2022年       | 7月26日      | コーボ先生のCOBODYエクササイズ                    | 佐藤健                 | 音楽               | 音楽               | -                 | [ 43 ]        |
| 2022年       | 9月21日      | 気球だよ                                          | warbear                |                    | ボーカル           | Patch             | [ 44 ]        |
| 2022年       | 11月22日     | RAP'N'TECHNOTCH                                   | Bose（スチャダラパー） | 制作               | 制作               | -                 | [ 45 ]        |
| 2023年       | 1月31日      | Podcast『聞くCINRA』 BGM                          | CINRA                  | 制作               |                    | -                 | [ 46 ]        |
| 2023年       | 5月2日       | Day After Day feat. Mei Takahashi                 | パソコン音楽クラブ     |                    | ボーカル・出演     | FINELINE          | [ 47 ]        |
| 2023年       | 5月23日      | Bee and The Whales                                | Galileo Galilei        |                    | コーラス           |                   | [ 48 ]        |
| 2023年       | 11月22日     | Day After Day feat. Mei Takahashi - LAUSBUB Remix | パソコン音楽クラブ     | 制作               | ボーカル           | FINE LINE Remixes | [ 49 ]        |
| 2024年       | 6月26日      | 「かがり田楽」LAUSBUB Remix                       | 銀座三越               | 制作               | 制作               |                   | [ 50 ]        |
| 2024年       | 8月7日       | Drama feat.Mei Takahashi(LAUSBUB)                 | パソコン音楽クラブ     |                    | ボーカル           | Love Flutter      | [ 51 ]        |
| 2024年       | 9月25日      | MANSTER・MANTRAL                                  | Galileo Galilei        |                    | コーラス           | MANSTER・MANTRAL  |               |

## タイアップ
| No. | 使用楽曲           | タイアップ企画                                            | 媒体     | 放送局・配給元・企業     | 備考・出典 |
| --- | ------------------ | --------------------------------------------------------- | -------- | ------------------------ | ---------- |
| 01  | Telefon            | NoMaps2021 ティザー映像                                   | 企画     | NoMaps 2021              | [ 52 ]     |
| 02  | Wind City          | アルキタ×LAUSBUB PLAY篇 CMソング                          | CM       | 北海道アルバイト情報社   | [ 27 ]     |
| 03  | Michi-tono-Sogu    | 札幌PARCO 2023 SPRING＆SUMMER NEW＆RENEWAL イメージソング | イベント | パルコ                   | [ 53 ]     |
| 04  | Dancer in the Snow | 札幌国際芸術祭2024 テーマソング                           | イベント | 札幌国際芸術祭実行委員会 | [ 54 ]     |

## メディア出演

### レギュラーラジオ
- 『Far East Disco』（AIR-G’ FM北海道 80.4）
  - 放送日時：毎週木曜 21:30〜21:55
  - 初回放送日：2023年7月4日
  - 「リスナーと音のバイブルを一緒に探す」をテーマに、毎週ゆったりとしたトークをお届けしている[55]

### TV
- みんテレ （2021年2月11日、UHB北海道文化放送）- コーナーで紹介[56]
- イチモニ！（2021年3月15日、HTB北海道テレビ） - リモートにてインタビュー出演[57]
- イチモニ！（2023年1月9日、HTB北海道テレビ）- 出演[58]
- おはよう北海道（2024年3月2日、NHK札幌放送局）- 出演[59]
- ほっとニュース北海道（2024年3月5日、NHK札幌放送局）- コーナーで紹介[60]
- ニュージェネ！（2024年3月9日、NHK）- 出演：インタビュー・『Telefon』をテレビ初披露。[17]

### ラジオ
- Fledge!!（2021年7月2日、HBCラジオ）- 「Telefon」が7月の応援曲に選出[61]
- アーティスト・フラッシュ（2021年8月4日、AIR-G’ FM北海道 ）- コメントと楽曲が3日間連続OA[62]
- SCHOOL OF LOCK!（2021年12月29日、TOKYO FM ） - リモート出演[63]
  - パーソナリティを務めるサカナクションの山口一郎にインタビューを受けた。
- Daisy Holiday!（2022年8月28日、Inter FM 897）- 出演[64]
- 78 musi-curate（2022年11月22日、bayfm）- コメント出演（岩井 莉子）[65]
- Daisy Holiday!（2022年12月11日、Inter FM 897）- 出演[66]
- MUSIK BARISTA（2023年8月17日、AIR-G' FM北海道）- パーソナリティ[67]
- 真夜中のハーリー&レイス（2023年9月24日、ラジオ日本）- 出演[68]
- 札幌国際芸術祭 2024 スペシャル～LAST SNOW～（2024年1月24日、AIR-G' FM北海道）- パーソナリティ[69]
- RADIO DRAGON -NEXT-（2024年7月19日、TOKYO FM）- コメント出演[70]
- Be My Radio（2024年8月1日、AIR-G' FM北海道）- インタビュー出演[71]
- College radio japan（2024年9月5日、AIR-G' FM北海道）- インタビュー出演[72]

### 雑誌
- 別冊カドカワ Scene12 （2022年10月31日、KADOKAWA）- インタビュー掲載[73]
- サウンド&レコーディング・マガジン 1月号 （2022年11月25日、リットーミュージック）- インタビュー掲載[74]
- Proceed Magazine 2023-2024（2023年12月6日、メディア・インテグレーション）- インタビュー掲載[75]
- サウンド&レコーディング・マガジン 7月号 （2024年5月25日、リットーミュージック）- クリエイター川柳（岩井莉子）
- サウンド&レコーディング・マガジン 9月号 （2024年7月25日、リットーミュージック）- インタビュー掲載[76]

### Web
- 日経ビジネス電子版（2021年3月26日）- アーティスト紹介[77]
- レコログ（2021年6月18日）- インタビュー掲載[78]
- CINRA（2021年6月18日）- インタビュー掲載[79]
- FenderNews（2022年7月5日）- インタビュー掲載[80]
- アルキタ（2022年10月1０日、北海道アルバイト情報社）- インタビュー掲載[81]
- CINRA（2022年11月16日）- インタビュー掲載[82]
- FLYING POSTMAN PRESS（2023年5月20日）- 対談インタビュー（岩井莉子）[83]
- 音楽ナタリー：プレイリスト企画「Sounds of Summer 2023」（2023年8月7日）- プレイリスト選曲（岩井莉子）[84]
- Bezzy （2023年9月11日）- インタビュー掲載[85]
- 株式会社リクルート WEBメディア（2023年11月7日）- インタビュー掲載[86]
- 音楽ナタリー（2024年7月24日）- レビュー掲載[87]

- Mikiki by TOWER RECORDS（2024年7月26日）- レビュー掲載[88]
- オーディオテクニカ Always Listening（2024年8月30日）- インタビュー掲載[89]
- NiEW（2024年8月31日）- パソコン音楽クラブとの対談掲載[90]

### その他
- 札幌PARCO 2023年春 NEW&RENEWAL「No Border」（2023年3月10日）- メインビジュアル[10]

## ライブ

### ツアー
| 開催年          | ツアータイトル                                | 開催地                                                                                 |
| --------------- | --------------------------------------------- | -------------------------------------------------------------------------------------- |
| 2022年 - 2023年 | LAUSBUB 1st EP Release Tour 「M.I.D.」        | 大阪：Shangri-La 北海道：cube garden 東京：新宿MARZ                                    |
| 2023年 - 2024年 | LAUSBUB WINTER TOUR 23/24 「“砕氷” -PSYHJO-」 | 東京：SPACE ODD 名古屋：Stiff Slack 大阪：Yogibo HOLY MOUNTAIN 北海道：Sound lad mole  |
| 2024年          | LAUSBUB Tour 2024「ROMP」                     | 名古屋：Stiff Slack 大阪：Yogibo HOLY MOUNTAIN 東京：代官山UNIT 北海道：Sound lad mole |

### 出演イベント・フェス
|        | 開催日   | イベント名                                                  | 形態         | 開催地                                       | 備考・出典        |
| ------ | -------- | ----------------------------------------------------------- | ------------ | -------------------------------------------- | ----------------- |
| 2021年 | 6月19日  | OTO TO TABI in GREEN                                        | フェス       | 札幌芸術の森 野外ステージ                    | [ 91 ] [ 92 ]     |
| 2021年 | 8月7日   | Festival Eggs 2021-NO MUSIC, NO LIVE.-                      | イベント     | 北海道 PLANT HALL                            | 配信のみでの出演  |
| 2021年 | 12月12日 | SANRIO Virtual Fes                                          | フェス       | (配信のみ)                                   | 配信限定企画      |
| 2022年 | 3月12日  | LOST∞WORLD MUSIC FERTIVAL 2022                              | フェス       | 札幌 KING∞XMHU                               | [ 95 ] [ 広報 6 ] |
| 2022年 | 6月5日   | SHAPELESS ROCK LiVES                                        | 学園祭       | 北海道大学 札幌キャンパス                    | [ 96 ]            |
| 2022年 | 7月10日  | 赤れんがプレミアムフェスト                                  | フェス       | 札幌市北3条広場                              | [ 97 ]            |
| 2022年 | 10月1日  | 砂場泥棒                                                    | スリーマン   | 北海道 PROVO                                 | [ 広報 7 ]        |
| 2022年 | 10月7日  | P.O.N.D. 2022 OPENING PARTY                                 | イベント     | 渋谷PARCO                                    | [ 98 ] [ 99 ]     |
| 2022年 | 10月8日  | MINAMI WHEEL                                                | イベント     | 大阪 SUNHALL                                 | [ 100 ]           |
| 2023年 | 3月21日  | LAUSBUB SPECIAL LIVE                                        | イベント     | 札幌PARCO                                    | [ 101 ]           |
| 2023年 | 4月1日   | SYNCHRONICITY'23                                            | フェス       | 渋谷 Spotify O-nest                          | [ 102 ]           |
| 2023年 | 5月12日  | SALMON DANCE                                                | イベント     | 札幌 Sound Lab mole                          | [ 103 ]           |
| 2023年 | 6月9日   | O.O.T.C.presents Pasocom Music Club FINE LINE Release Party | ゲスト       | 札幌 Sound Lab mole                          | [ 104 ]           |
| 2023年 | 6月17日  | YATSUI FESTIVAL! 2023                                       | フェス       | 渋谷 WOMB                                    | [ 105 ]           |
| 2023年 | 6月25日  | Buffalo Daughter 30周年記念企画 第3弾 Neu Rock with LAUSBUB | ゲスト       | 表参道 WALL&WALL                             | [ 106 ]           |
| 2023年 | 7月15日  | GFB‘23(つくばロックフェス)                                  | フェス       | 茨城 つくばねオートキャンプ場                | [ 107 ]           |
| 2023年 | 8月12日  | RISING SUN ROCK FESTIVAL 2023 in EZO                        | フェス       | 北海道 石狩湾新港樽川ふ頭横 野外特設ステージ | [ 108 ]           |
| 2023年 | 8月16日  | 砂場泥棒 presents “PICNIC”                                  | ツーマン     | 下北沢 440                                   | [ 109 ]           |
| 2023年 | 8月16日  | C-origin & 砂場泥棒 presents "Cycling"                      | イベント(DJ) | 下北沢 SPREAD                                | [ 110 ]           |
| 2023年 | 8月26日  | shy                                                         | ゲスト(DJ)   | 札幌 サロンタレ目                            | [ 111 ]           |
| 2023年 | 9月9日   | 神聖かまってちゃん 放課後ロック制作委員会 北北編っ！        | ゲスト       | 札幌 cube garden                             | [ 112 ]           |
| 2023年 | 10月7日  | Eggs presents FM802 MINAMI WHEEL 2023                       | フェス       | 大阪 THE LIVE HOUSE soma                     | [ 113 ]           |
| 2023年 | 10月14日 | tricot ツーマンショー 秘蜜                                  | ゲスト       | 札幌 KLUB COUNTER ACTION                     | [ 114 ]           |
| 2023年 | 10月28日 | SPOOKY PUMPKIN 2023 PURO ALL NIGHT HALLOWEEN PARTY          | フェス       | 東京 サンリオピューロランド                  | [ 115 ]           |
| 2023年 | 11月10日 | O.O.T.C.presents Sound Lab mole 17th Anniversary PARTY      | ライブ       | 札幌 Sound Lab mole                          | [ 116 ]           |
| 2023年 | 11月18日 | WALTZ                                                       | フェス       | 渋谷 duo MUSIC EXCHANGE                      | [ 117 ]           |
| 2023年 | 12月24日 | みんなのX'mas音楽祭                                         | フェス       | 北海道 エスコンフィールドHOKKAIDO            | [ 118 ]           |
| 2024年 | 1月19日  | 明和電機 SPARK PARK PARTY                                   | ライブ       | 札幌 Sound Lab mole                          | [ 119 ]           |
| 2024年 | 3月7日   | 【箱舟旅行 第27回】 柳瀬二郎ロマンチックDUO × LAUSBUB       | ツーマン     | 代官山 晴れたら空に豆まいて                  | [ 120 ]           |
| 2024年 | 3月16日  | clubasia 28th Anniv. DAY.6「F F F」                         | ライブ       | 渋谷 clubasia                                | [ 121 ]           |
| 2024年 | 5月19日  | THE JUSTICE'24                                              | ライブ       | 札幌 ZIPPY HALL                              | [ 122 ]           |
| 2024年 | 6月15日  | YATSUI FESTIVAL 2024                                        | ライブ       | 渋谷 clubasia                                | [ 123 ]           |
| 2024年 | 8月4日   | あきちえんにち                                              | ライブ       | 札幌 空き地 狸小路5丁目                      | [ 124 ]           |
| 2024年 | 10月13日 | Melt Into Space Vol.3                                       | ライブ       | 札幌 大谷大学                                | [ 125 ]           |
| 2024年 | 10月14日 | "StepHanni"                                                 | ライブ       | 札幌 SOUND CRUE                              | [ 126 ]           |

### バンド公式・関係者による告知
1. 1 2  「1st single Get stir crazy 本日よりSoundCloud・Eggsにて配信開始」『LAUSBUB公式ツイッター』LAUSBUB、2020年4月30日。2021年2月13日時点のオリジナルよりアーカイブ。2021年2月13日閲覧。
2. 1 2  「2nd single The Catcher in the Die 本日よりSoundCloud・Eggsにて配信開始」『LAUSBUB公式ツイッター』LAUSBUB、2020年7月10日。2021年2月13日時点のオリジナルよりアーカイブ。2021年2月13日閲覧。
3. 1 2  「3nd single Telefon SoundCloud・Eggsにて配信開始」『LAUSBUB公式ツイッター』LAUSBUB、2020年12月27日。2021年2月13日時点のオリジナルよりアーカイブ。2021年2月13日閲覧。
4. ↑  「山口のツイート」『山口一郎個人ツイッター』山口一郎、2021年1月18日。2021年2月13日時点のオリジナルよりアーカイブ。2021年2月13日閲覧。
5. ↑  「SoundCloud今週のTop 50:All music genresにTelefonが1位でランクインしていました」『LAUSBUB公式ツイッター』LAUSBUB、2021年1月20日。2021年2月13日時点のオリジナルよりアーカイブ。2021年2月13日閲覧。
6. ↑  「3/12(土)LOST∞WORLD MUSIC FERTIVAL2022【LAUSBUB】出演決定！」『KING∞XMHU公式ツイッター』KING∞XMHU、2022年3月4日。2022年3月4日時点のオリジナルよりアーカイブ。2022年11月16日閲覧。
7. ↑  「《LIVE》北海道の10代バンドによる3マンイベント『砂場泥棒』にLAUSBUBが出演します！⚡️」『LAUSBUB公式ツイッター』LAUSBUB、2022年9月17日。2022年11月16日閲覧。